# Pelivan, Orhei
Pelivan este satul de reședință al comunei cu același nume  din raionul Orhei, Republica Moldova.